# Masaya (Stadt)
Masaya ist eine Stadt im Südwesten Nicaraguas, Hauptstadt des gleichnamigen Departamentos nahe Managua, 14 Kilometer nördlich von Granada. Sie nennt sich „Stadt der Blumen“. Im Herbst findet hier das Fest zu Ehren von San Jerónimo statt.

## Geographie
Die Stadt (ca. 140.000 Einwohner im Jahr 2001) liegt auf dem östlichen Abhang des 635 m hohen Vulkans Masaya. Der Masaya gilt als einer der aktivsten Vulkane Amerikas, auf dem Grund seines 260 m tiefen Kraters befindet sich ein Lavasee. Nach zahlreichen Ausbrüchen im 20. Jahrhundert stößt der Vulkan heute gewöhnlich täglich größere Mengen von Schwefeldioxidwolken aus, der letzte (kleinere) Ausbruch war im Jahre 2008. Der Vulkan und der ihn umgebende Nationalpark gehören heute zu den touristischen Höhepunkten Nicaraguas.

## Geschichte
1978 beteiligte sich das nicaraguanische Volk vereint an einem landesweiten Generalstreik, als der Diktator Anastasio Somoza Debayle unter dem Druck der Sandinisten die Repression erhöht hatte. Die indigenen Einwohner Masayas im Stadtteil Monimbó erhoben sich am 20. Februar 1978. Nach wenigen Tagen schlug die Nationalgarde unter Einsatz von massiver Gewalt den Widerstand nieder. Bei den Straßenkämpfen kamen 50 der Angreifer ums Leben, während auf Seiten der Indios 343 Tote beklagt wurden.
Im Juni 2018 hatten die Einwohner der Stadt erklärt, sich im Zustand einer Rebellion gegen das Regime von Präsident Ortega zu befinden. In der Nacht vom 19. auf den 20. Juni erlangten Sicherheitskräfte und regierungstreue Paramilitärs die Kontrolle über die Stadt zurück. In drei Stadtvierteln kam es zu Feuergefechten mit mindestens drei Toten und 34 Verletzten.
Das Viertel Monimbó blieb einen Monat länger und somit während dreier Monate standfest hinter den Barrikaden und die dortige indigene Gemeinde war belagert von Sicherheitskräften. Die Clique um Ortega gäbe Befehl, die Kinder der Revolutionäre zu töten, welche ihn an die Macht gebracht hätten, wurde im Viertel beklagt, welches beim Aufstand gegen Somoza bekannt geworden war und die Soziologin Adriana Trillos nannte die Furcht vor der Wiederholung der Geschichte deprimierend. Am 17. Juli eröffneten Paramilitärs und Sicherheitskräfte eine Offensive zur Rückeroberung. Junge Männer wurden abgeführt, mehrere getötet.

## Wirtschaft
Die Stadt ist das industrielle und gewerbliche Zentrum der umgebenden, landwirtschaftlich ausgerichteten Region. Hauptprodukte sind Fasern, Zigarren, Schuhe, Lederwaren, Seife und Stärke. Ferner ist das indianische Kunsthandwerk ein wichtiger Wirtschaftszweig. In der Stadt finden sich zahlreiche Hängemattenhersteller und -verkäufer, auf zwei großen Märkten (dem alten und dem neuen) wird Kunsthandwerk (vornehmlich an Touristen) verkauft.

## Söhne und Töchter der Stadt

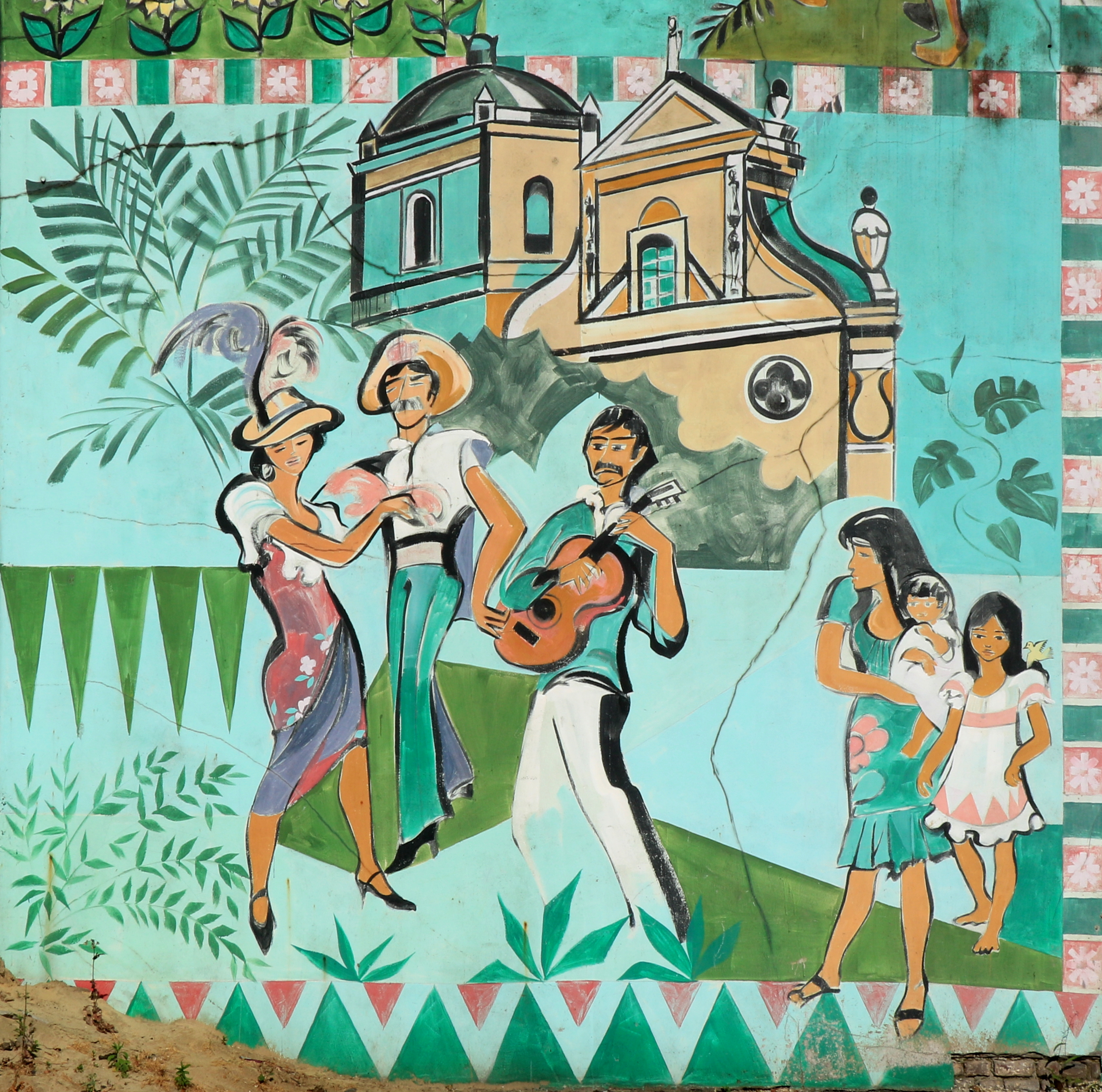
Fresken, die an Masaya erinnern, an den Wänden des Kulturzentrums von Ottignies-Louvain-la-Neuve (Belgien, 1993).

- Carlos Alberto Brenes Jarquín (1884–1942), Politiker, Präsident von Nicaragua (1933–1936)
- Olga Núñez Abaunza (1920–1971), Juristin, Schriftstellerin und Politikerin
- Enrique Bolaños Geyer (1928–2021), Präsident von 2002 bis 2007
- Manuel García Moia (1936–2023), Maler naiver Kunst
- Alejandro Serrano Caldera (* 1938), Diplomat und Philosoph
- César Bosco Vivas Robelo (1941–2020), katholischer Bischof von León en Nicaragua
- Silvio José Báez Ortega (* 1958), römisch-katholischer Ordensgeistlicher, Weihbischof in Managua
- Óscar Duarte (* 1989), Fußballspieler

## Partnerstädte
- Dietzenbach, Deutschland (seit 1985)
- Leicester, Vereinigtes Königreich
- Nijmegen, Niederlande
- Prievidza, Slowakei

## Freundschaftspakt
- Ottignies-Louvain-la-Neuve, Belgien (seit 1989)